# 동남고등학교
동남고등학교(東南高等學校)는 대한민국 경기도 포천시 소흘읍 송우리에 있는 사립 고등학교이다.

## 학교 연혁
- 1956년 12월 28일 : 포천농림기술학교 인가 (초대 교장 김영묵 선생 취임)
- 1958년 11월 12일 : 학교법인 성민학원 설립 (이사장 김성묵 선생 취임)
- 1959년 3월 21일 : 포천농업고등학교 인가 (각학년 1학급)
- 1963년 2월 28일 : 포천농림기술학교 폐교
- 1972년 8월 2일 : 포천농업고등학교 폐교 / 포천남고등학교 인가 (각학년 1학급)
- 1974년 11월 1일 : 학교법인 동인학원 설립 (이사장 권형집 선생 취임) / 제8대 교장 목문찬 선생 취임
- 1976년 4월 15일 : 포천남고등학교에서 동남고등학교로 개명
- 1978년 3월 1일 : 동남종합고등학교로 학칙 변경 (보통과 9학급, 상과 6학급)
- 1988년 12월 10일 : 신축교사 착공 (송우리 537번지)
- 1990년 1월 10일 : 신축교사로 이전
- 1990년 3월 29일 : 신축교사 준공식 (총부지 15,000평, 건축면적 2,500평, 체육관 515평)
- 2000년 3월 2일 : 동남종합고등학교에서 동남고등학교로 교명 변경 및 학급증설 (보통과 3학급에서 7학급으로)
- 2019년 11월 7일 : 학교법인 동인학원 제4대 이사장 권영혁 박사 취임
- 2021년 1월 12일 : 동남고등학교 제58회 졸업식(281명, 누적 12,530명)
- 2021년 2월 25일 : 제14대 교장 김애주 선생 취임

## 참고 자료
- 동남고등학교 - 한국교육학술정보원 학교알리미